# 重版出來！漫畫章節列表
重版出来！漫畫章節列表列出日本漫畫《重版出来！》每一話的標題以及刊載期號。相關翻譯使用台灣青文出版社提供的官方譯名。

## 單行本已收錄
| 1. 黑澤心參上 2. 巨龍千鈞一髮 3. Do The Right Thing! 做對的事情！ 4. 賣就對了！松 5. 賣就對了！竹 6. 賣就對了！梅 |

| 1. 唔！ 2. 一直線！ 3. 灰姑娘之夜！ 4. 你好！SNS！ 5. 拜託你了時光機！山 6. 拜託你了時光機！川 |

| 1. 新人漫畫家歡迎光臨！ 2. 有才能的人就成為那份才能的奴隸吧！ 3. 〇！ 4. 做選擇的人是你！ 5. 白色、彩虹色、紅色！ 6. GIFT！ |

| 1. 這裡是勝負的里程碑！ 2. HOME SWEET HOME! 3. MOVE! 4. 汲取天水！ 5. 時間不等人！ 6. I'm Here! |

| 1. 凹版照是雜誌的賣點！ 2. 懷抱夢想必伴隨著責任！ 3. 美之巨人們！Ⅰ 4. 美之巨人們！Ⅱ 5. NO MORE 簽名投機客！ 6. 注意右邊！ |

| 1. 同情心（sympathy）與同理心（empathy） 2. 懷抱著光輝耀眼的勇氣前進！ 3. 我的漫畫之路！ 4. 來自北方書店！ 5. 想要守候你！ 6. 想要保護你！ |

| 1. 好的場景會依據杯麵的數量產生！ 2. 不簡單的Rider！ 3. 沒有比得獎更棒的事！ 4. HER! 5. 好事多磨！ 6. 虎虎虎之卷！ |

| 1. 相信並等待 2. ON·OFF! 3. 乘上吧乘上吧！ 4. 登上平台！序 5. 登上平台！破 6. 登上平台！急 |

| 1. 最初的一步！ 2. 怪物！ 3. HAPPY! 4. 通往夢想的道路！ 5. 有趣的漫畫簡單易懂！ 6. 向內折 往外折！ |

| 1. 聲音的形狀！ 2. 你的名字是！ 3. COOL JAPAN！ 4. 為誰而做的劇場化！ 5. BEST！BEST！BEST！ 6. 數千枚迴力鏢！ |

| 1. 想愛人也想被人愛！ 2. 續·想愛人也想被人愛！ 3. 第二部作品的困難之處！ 4. 輸掉後只要忘記就好！ 5. 星星的光芒！ 6. OVER·THE·RAINBOW！ |

| 1. MAKE MONEY！ 2. FLOW重新出發！ 3. 通往未來的大門！ 4. 我是責編黑澤心！ 5. 透明樓梯！ 6. 抓住彩虹的孩子！ |

| 1. 受傷星人！ 2. 伯，覺醒！ 3. 畫面讓人食指大動！ 4. 全新的銷售方式！ 5. 神關了一扇門，也會為你開一扇窗！ 6. cherry blossom！ |

| 1. 雷雨！ 2. 責編失職！ 3. Never Give UP！ 4. Do what you want！ 5. 大家的棲身之所！ 6. 小鎮書店誕生！ |

| 1. NEVER SAY！ 2. 洗腦完成！ 3. 全員戰鬥中！ 4. 平衡！ 5. 自由攀登！ 6. 密涅瓦的貓頭鷹 在黃昏起飛！ |

| 1. 傳說中的男人！（） 2. 嶄新的我！（） 3. again! 4. 美的意識！（） 5. 比起庸俗，做壞事才不誠實！（） 6. 黎明來臨前是最黑暗的！（） |

| 1. 爛攤子！（） 2. 最差和最佳！（） 3. 續·最差和最佳！（） 4. 歷史年表！（） 5. 看清全部！（） 6. 續·看清全部！（） |

| 1. 嚇一跳！（） 2. 私生活！（） 3. 創造！（） 4. 我要畫漫畫！還有夢想！（） 5. 愛情麵包一手抓！（） 6. Happy Birthday! |

| 1. 108！（）（2022年6月號） 2. 金錢的可怕！（）（2022年7月號） 3. 星！（）（2022年8月號） 4. 大家一起！（）（2022年9月號） 5. 世界，放馬過來！（）（2022年11月號） 6. 世界，請多指教！（）（2022年12月號） |

| 1. 小心！（）（2023年1月號） 2. 咖啡時間！（）（2023年2月號） 3. 戀愛！（）（2023年5月號） 4. 一個人跟所有人！（）（2023年6月號） 5. 自在！（）（2023年7月號） 6. 重版出來！（）（2023年8月號） |